# Les aventures del capità Blood
Les aventures del capità Blood (títol original en anglès:  Fortunes of Captain Blood) és una pel·lícula estatunidenca dirigida per Gordon Douglas, estrenada el 1950. Ha estat doblada al català.

## Argument
Quan involuntàriament envia alguns dels seus homes a una trampa, el Capità Peter Blood, un metge irlandès convertit en pirata i que va lluitar contra la flota espanyola, decideix rescatar-los. Han estat fets presoners i esclavitzats per l'espanyol Marquès de Rinconete que els està utilitzant per a la recol·lecció de perles. Amb ajuda de la filla del Marquès, Isabelita, no solament aconsegueix rescatar els seus homes sinó que també venç el Marquès en una batalla.

## Repartiment
- Louis Hayward: Capità Peter Blood
- Patricia Medina: Isabelita Sotomayor
- George Macready: Marqués de Riconete
- Alfonso Bedoya: Carmilio
- Dona Drake: Pepita Maria Rosados
- Lowell Gilmore: George Fairfax
- Wilton Graff: Capità Alvarado
- Curt Bois: Rei Carles II d'Anglaterra
- Lumsden Hare: Tom Mannering
- Billy Bevan: Billy Bragg
- Harry Cording: Will Ward
- Duke York: Andrew Hardy
- Sven Hugo Borg: Swede
- Martin Garralaga: Antonio Viamonte
- James Fairfax: Nat Russell
- Alberto Morin: Miguel Gonzáles

I, entre els actors que no surten als crèdits :
- Nestor Paiva: Capità de la nau espanyola
- Georges Renavent: Comte Harrouch

## Al voltant de la pel·lícula
- La pel·lícula va ser produïda del 8 de novembre de 1949 al 10 de desembre de 1949.[3]
- La pel·lícula té una continuació titulada Captain Pirate, dirigida per Ralph Murphy, estrenada el 1952.